# Nikolaj Fëdorovič Vatutin
Nikolaj Fëdorovič Vatutin (in russo Никола́й Фёдорович Вату́тин?; Voronež, 16 dicembre 1901 – Rovno, 14 aprile 1944) è stato un generale sovietico, comandante di vari Fronti dell'Armata Rossa durante alcune delle più importanti battaglie della seconda guerra mondiale sul fronte orientale.
È riconosciuto dagli storici come uno dei più abili e audaci generali sovietici della seconda guerra mondiale. Durante la guerra per la sua aggressività e spirito d'iniziativa era soprannominato "generale offensiva" (Generala Nastuplenie-Генерала Наступление) in russo. Morì prematuramente nella primavera del 1944 per le ferite riportate a causa di una imboscata di guerriglieri nazionalisti ucraini, durante un suo giro di ricognizione sul campo.

## I primi anni
Nikolaj Fëdorovič Vatutin nacque in una modesta famiglia contadina della provincia di Voronez. Dopo aver aderito alla Rivoluzione bolscevica del 1917, si arruolò nell'Armata Rossa e combatté nelle regioni di Starobelsk e Lugansk contro le formazioni guerrigliere anarchiche di Nestor Machno. Dopo la fine della Guerra Civile tra Rossi e Bianchi, nel 1922 frequentò la Scuola di fanteria di Poltava e venne promosso ufficiale; nel 1929 si diplomò all'Accademia Militare di Frunze. Iniziò così per Vatutin una intensa carriera di lavoro e studio nell'ambito degli stati maggiori, coronata nel 1937 dai corsi alla prestigiosa Accademia di Stato Maggiore generale.
Vatutin cominciò così una rapida carriera ai vertici degli stati maggiori operativi sovietici; altamente apprezzato dall'importante generale Georgij Žukov (che ebbe sempre altissima considerazione per lui) lo seguì al Distretto Militare Speciale di Kiev come vice capo e poi suo capo di Stato Maggiore (1938-1941). Nel gennaio 1941, al momento della grande rivoluzione di comandi attuata da Stalin (dopo le delusioni finlandesi), Vatutin passò allo Stato Maggiore generale a Mosca (di cui di lì a poco avrebbe assunto la direzione proprio Žukov) con il cruciale incarico di Capo della Sezione Operativa (incaricata della pianificazione operativa globale). In questo ruolo, forse ancora prematuro vista la sua giovane età, contribuì alla elaborazione dei piani operativi di mobilitazione e schieramento elaborati nel 1941 (che si sarebbero rivelati drammaticamente inadeguati alla situazione e alle forze sul campo). Alla vigilia della Grande Guerra Patriottica, Vatutin era il principale collaboratore di Žukov e Timošenko allo Stato Maggiore generale con il titolo di Primo Vice Capo di Stato Maggiore.

## La Grande Guerra Patriottica
L'attacco di sorpresa tedesco travolse completamente l'Armata Rossa e provocò anche un collasso iniziale della catena di comando sovietica; furono giornate drammatiche, in cui Vatutin si impegnò ad eseguire, con tutta la sua energia, le direttive previste di contrattacco immediato contro le punte corazzate tedesche. Erano piani irrealistici e irrealizzabili che avrebbero comportato gravissime perdite e il crollo dello schieramento iniziale sovietico. Dopo le prime sconfitte Vatutin venne inviato sul campo di battaglia come Capo di Stato Maggiore del Fronte Nord-Occidentale incaricato della difesa di Leningrado. Dopo durissime battaglie, l'avanzata tedesca venne miracolosamente bloccata alle porte della ex-capitale.
Nella primavera 1942 Vatutin venne richiamato a Mosca e riassegnato allo Stato Maggiore Generale, in riorganizzazione sotto la capace guida del maresciallo Šapošnikov e del generale Vasilevskij; l'inizio dell'Operazione Blu provocò una nuova grave crisi nel fronte sovietico, Vatutin venne inviato sul fronte di Voronež per sostituire il generale Filipp Golikov e assumere la difesa della città (luglio 1942). Comandante per la prima volta di un fronte operativo, fece mostra dell'ottimismo, l'audacia, la capacità strategica e la straordinaria energia che avrebbero caratterizzato per tutta la guerra la sua conduzione sul campo, usando contro i tedeschi la loro stessa tattica della Blitzkrieg, basata sull'amassamento di truppe in colonne, con ingente uso di reparti corazzati con il supporto massiccio di fanteria e aviazione, che si incuneano in profondità in territorio nemico, per poi compiere ampie azioni, prima di sfondamento e e successivamente di accerchiamento del nemico. La città di Voronež venne difesa aspramente contro le potenti forze tedesche. Per questi meriti, venne nominato nell'ottobre 1942 al comando del neo-costituito Fronte Sud-Occidentale con il compito importantissimo di costituire l'ariete strategico della prevista e decisiva Operazione Urano nel settore di Stalingrado.
Il 19 novembre il Fronte Sud-Occidentale, sotto l'aggressiva guida di Vatutin, sferrava l'attacco sul fronte del Don; in pochi giorni travolgeva le forze tedesco-rumene, sbaragliava le riserve tedesche, attraversava il Don di sorpresa a Kalač e si congiungeva con le forze sovietiche, provenienti da Sud, del Fronte di Stalingrado. Questo clamoroso successo segnava la svolta della battaglia di Stalingrado e della stessa vita militare di Vatutin. Il generale era stato l'artefice, con la sua energia e abilità strategica, della rapidissima avanzata; ma anche nella fase preparatoria iniziale egli aveva contribuito in modo sostanziale alla pianificazione dell'Operazione Urano e all'ampliamento dei suoi obiettivi.
Dopo una breve pausa, Vatutin ripartiva all'attacco il 16 dicembre durante l'Operazione Piccolo Saturno; in questa occasione aveva dato prova della sua audacia e della sua indipendenza di giudizio proponendo l'esecuzione immediata del più ambizioso piano Saturno contro Rostov, nonostante le decisioni contrarie di Stalin e Vasilevskij (nell'occasione fece forse prova di eccessivo ottimismo, che fu sempre il suo difetto principale). La nuova offensiva (con obiettivo più limitato) fu un nuovo schiacciante successo: in collaborazione con il Fronte del generale Golikov, gli italiani furono travolti e le colonne corazzate di Vatutin puntarono direttamente sugli aeroporti tedeschi che rifornivano la sacca di Stalingrado. Alla fine dell'anno questa nuova vittoria suggellava il triste destino della Sesta Armata tedesca. Agli inizi del 1943, Vatutin proseguì con grande vigore la sua apparentemente inesorabile offensiva in direzione del Dnepr e del Mare d'Azov (Operazione Galoppo), i tedeschi sembravano in rotta, Stalin e lo Stavka premevano per continuare l'avanzata; lo stesso Vatutin credeva fiduciosamente nel crollo definitivo del nemico. In questa occasione il suo eccessivo ottimismo gli causò la prima dura sconfitta: le Panzerdivision del feldmaresciallo von Manstein contrattaccarono di sorpresa e sbaragliarono le punte avanzate sovietiche; in grave difficoltà, Vatutin riuscì fortunosamente a ripiegare con gravi perdite dietro il Donec (marzo 1943).
Durante la lunga pausa della primavera 1943, Vatutin, sempre altamente considerato dall'Alto Comando sovietico, passò al comando del Fronte di Voronež, incaricato della difesa del fianco meridionale del saliente di Kursk. In questo nuovo incarico difensivo mostrò grande energia nella costituzione di una vera trappola anticarro per i panzer (decise tra l'altro di interrare i carri armati per combattere una battaglia da fermo, consapevole della superiorità tedesca in campo aperto). La battaglia di Kursk (5-12 luglio 1943) avrebbe messo a dura prova le qualità militari e morali di Vatutin, duramente pressato dai cunei corazzati tedeschi. Con grande risolutezza si mostrò pari alla prova e con l'aiuto delle riserve del Fronte della Steppa del generale Ivan Konev, finì per sfiancare e esaurire l'offensiva del nemico.
A partire dal 3 agosto il Fronte di Vatutin, opportunamente rinforzato, ripartiva all'attacco; una serie di sanguinose vittorie avrebbero segnato la seconda metà del 1943. Nonostante gli aspri contrattacchi, i carri armati di Vatutin avanzarono verso il Dniepr (che venne superato dalle sue truppe il 22 settembre). Il 6 novembre i suoi soldati liberavano Kiev dopo una audace manovra aggirante che aveva completamente sorpreso le forze tedesche. Nonostante la successiva controffensiva nemica di Žitomir, che colse in parte di sorpresa Vatutin, la serie di vittorie confermava le qualità strategiche e caratteriali del generale (il più temuto anche dai suoi avversari tedeschi).

## La morte

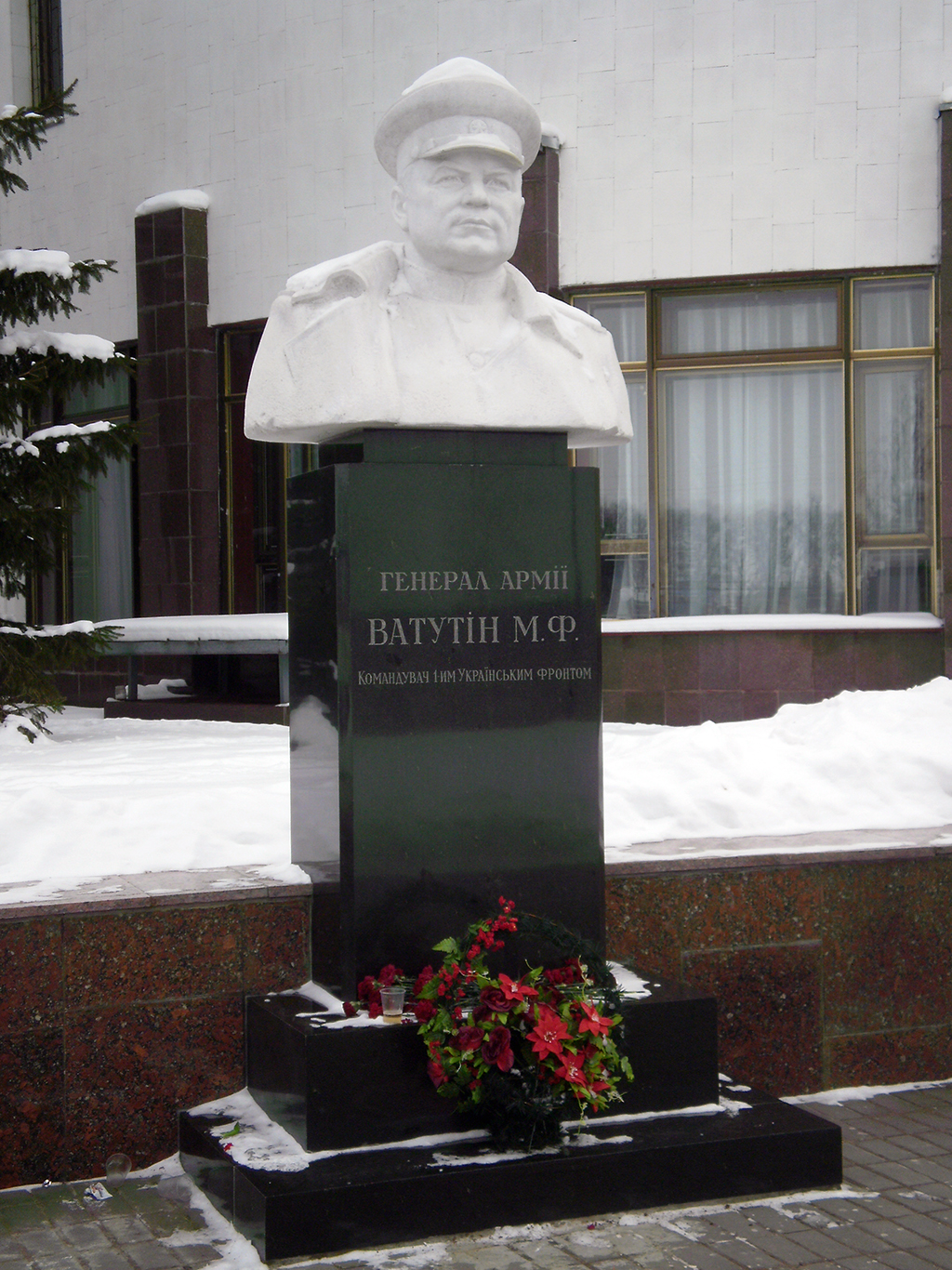
La tomba del generale Vatutin a Kiev.

L'inverno 1943 sembrò iniziare con nuovi successi: le truppe di Vatutin passarono ancora all'attacco, parteciparono alla battaglia della sacca di Korsun' (una nuova grande vittoria), e marciarono per liberare l'Ucraina occidentale.
Il 29 febbraio 1944 nella regione di Rovno, il generale cadde in un'imboscata, durante un'ispezione sulla linea del fronte di una delle sue armate, tesagli da guerriglieri ucraini nazionalisti (l'UPA, Ukrainska povstanka armija: armata insurrezionale ucraina); gravemente ferito venne fortunosamente evacuato a Kiev. La sua agonia sarebbe terminata con la morte il 15 aprile 1944. Al giovane generale Vatutin furono tributati solenni funerali di stato a Kiev. Nei mesi precedenti di febbraio e marzo anche i suoi fratelli Afanasij e Semën erano caduti in azione, la loro povera madre Vera Efimovna perse tre figli in tre mesi.
Il comando del generale Vatutin sarebbe stato assunto immediatamente dal maresciallo Georgij Žukov in persona.
Insignito del titolo di Eroe dell'Unione Sovietica, Nikolaj Vatutin è rimasto poco conosciuto in Occidente al di fuori della cerchia degli specialisti (anche per la sua morte prematura), oscurato dai più noti generali sovietici Georgij Žukov, Konstantin Rokossovskij e Ivan Konev. Solo in seguito il suo ruolo, la sua personalità e le grandi qualità strategico-operative hanno ottenuto il pieno riconoscimento della storiografia internazionale più documentata e autorevole; il generale viene considerato uno dei migliori generali dell'Armata Rossa e dell'intera seconda guerra mondiale.